# Fort Qu'Appelle
Fort Qu'Appelle es un pueblo canadiense situado en la provincia de Saskatchewan.

## Superficie
Fort Qu'Appelle tiene una superficie de 5,09 km².

## Demografía
En 2021, tenía 1972 habitantes, una densidad poblacional de 387,2 hab./km², y 936 viviendas.